# ベルシャザルの饗宴 (レンブラント)
『ベルシャザルの饗宴』（蘭: Het feestmaal van Belsazar, 英: Belshazzar's Feast）は、オランダ黄金時代の巨匠レンブラント・ファン・レインが1635年から1638年の間に制作した絵画である。油彩。主題は『旧約聖書』「ダニエル書」5章で言及されている新バビロニア帝国の王ベルシャザルの物語から取られている。制作経緯や発注者については不明だが、おそらくアムステルダムの裕福な商人からの発注か、あるいは歴史画家の地位を確立しようとするレンブラントの試みとして制作された。現在はロンドンのナショナル・ギャラリーに所蔵されている。

## 主題
『旧約聖書』「ダニエル書」5章によると、バビロニアの王ネブカドネザル2世はエルサレムの神殿を略奪し、黄金の杯などの神聖な遺物を盗み出した。その息子ベルシャザルが酒宴を盛大に催した際に、父王がユダヤ人から略奪した杯を使用したところ、神の手が現れてベルシャザルの治世が崩壊する予言の碑文を壁に書いた。しかし誰もその文字を読むことができなかったため、王が思い悩んでいると、そこに王妃がやって来て、ネブカデネザルによって博士や占術師らの長とされたダニエルならばきっと文字の意味を解き明かしてくれるでしょうと言った。そこでベルシャザルがダニエルを呼ぶと、彼は壁には「mene、mene、tekel、upharsin」と書かれており「神があなたの王国に残された日数を数え、それを終わらせることを決定しました。あなたは天秤にかけられ、あなたの王国を欲しいと思っているメディア人とペルシア人に与えられるでしょう」と解釈した。ベルシャザル王はその夜のうちに殺され、王国はアケメネス朝ペルシアの支配するところとなった。なお、ベルシャザルは史実ではナボニドゥス王の王子であり、王として即位していない。

## 作品

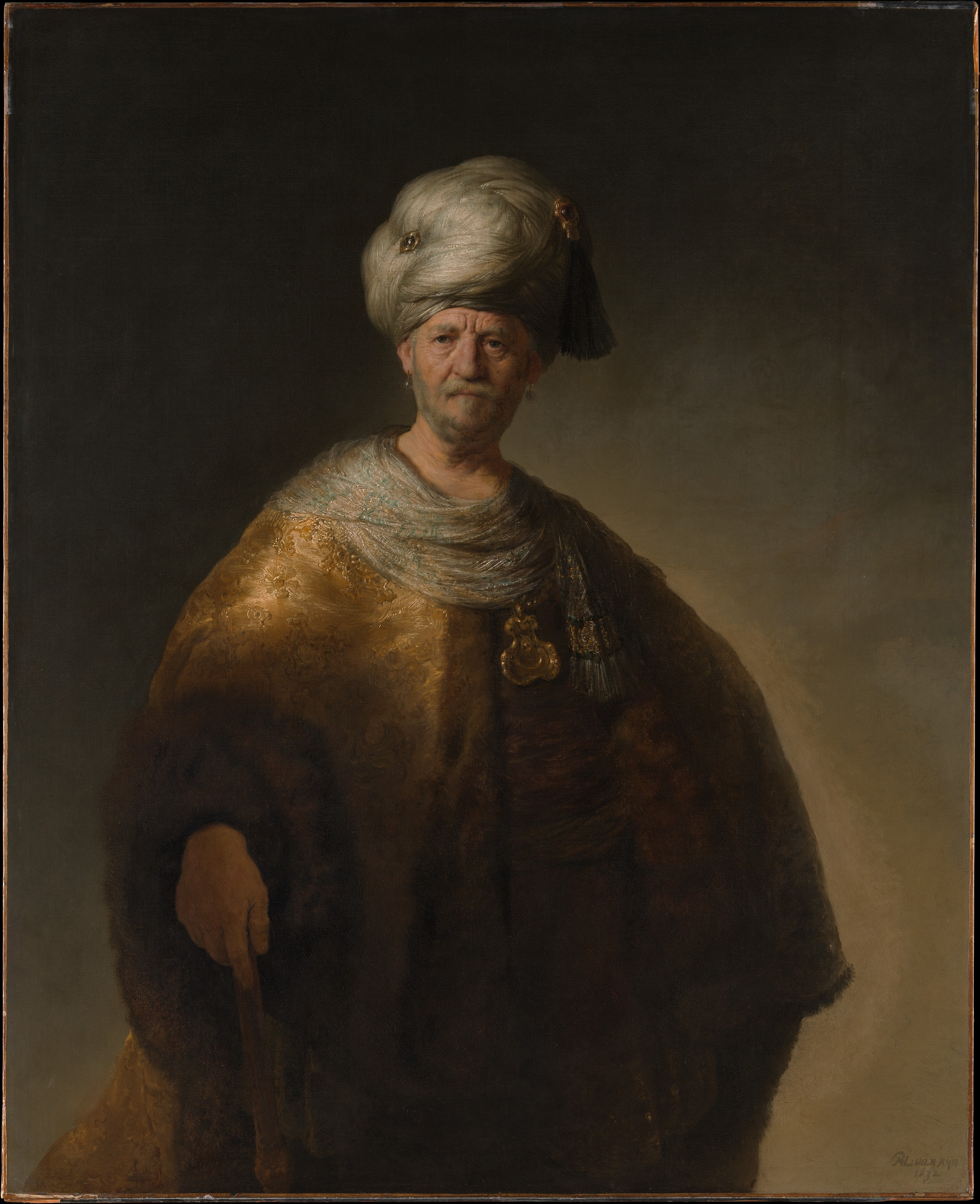
レンブラントの1632年の絵画『高貴なスラブ人』。メトロポリタン美術館所蔵。

レンブラントはベルシャザルが催した大宴会の最中に神の手が突如出現し、壁に文字を記す場面を描いている。絵画は深い暗闇と一条の光のもとで繰り広げられる物語の一瞬のドラマを捉えている。驚いて立ち上がり、目を見開いたベルシャザルの表情からは怯えの感情が読み取れる。ベルシャザルの周囲の高貴な女性や大臣たちも驚愕の表情を浮かべている。黄金の大皿はテーブルの上でひっくり返り、画面右の女性はのけ反った拍子に手に持った杯からワインをこぼしをている。
レンブラントは絵画に登場する人々の高価な毛皮、真珠や宝石、ベルベット、乳白色のレース、とりわけベルシャザルの精巧な刺繡のマントといった豪華絢爛な衣装や柔らかな肌を豊かな質感で表現している。レンブラントは友人や家族に絵画のモデルになってもらい、異国風の衣装を着てポーズをとってもらった。ベルシャザルに扮した男性もレンブラントのいくつかの絵画に登場している。この男性はメトロポリタン美術館の『高貴なスラブ人』（Noble Slav）で非常によく似たオリエンタル風の衣装を着ている。この作品は肖像画ではなく、17世紀のオランダで非常に人気があったトローニーとして描かれている。ベルシャザルの隣にいる女性はおそらく最初の妻サスキア・ファン・オイレンブルフである。彼女はほぼ同時期のナショナル・ギャラリーの別の絵画『アルカディアの衣装を着たサスキア・ファン・オイレンブルフ』（Saskia van Uylenburgh in Arcadian Costume）に描かれている。
絵画の興味深い要素として壁に記された文字が挙げられる。レンブラントはアムステルダムのユダヤ人地区に住んでおり、彼の友人で、ラビであり印刷業者のメナセ・ベン・イスラエルの本からヘブライ語の一節を得たが、文字の1つを誤写し、ヘブライ語が書かれているように右から左に横列ではなく、縦列に配置した。この最後のディテールは、なぜベルシャザルや大臣たちが碑文を読み解くことができず、ダニエルを呼ばなければならなかったのかという疑問と関係しているため、非常に重要な要素である。『聖書』は不可解なメッセージがいかなる言語を用いて記されたのか言及していないが、絵画のように右から左に記された縦の文字列ではなく、一般的にヘブライ語と同様に右から左に横列で書かれたアラム語であると想定されている。バビロニアの識者たちが文章を解読できなかった理由について説得力のある説明がないのに対して、レンブラントはおそらくメッセージを従来の読み方では意味が分からない型破りな文字列で描くことで、彼らが理解できなかった理由を示唆している。これはバビロニアのタルムード『サンヘドリン』22aで言及されているアーモーラー、ネハルデアのサミュエルの意見と一致している。

### 画材
『ベルシャザルの饗宴』におけるレンブラントの塗料原料の取り扱いと絵画技法はどちらも例外的であり、他のどの作品とも比較できない。使用された顔料にはヴァーミリオン、スマルト、鉛錫黄、黄色、赤いレーキ顔料、黄土色、アズライトなどが含まれており、非常に豊富である。
画布を構成する2片の布は、レンブラントの『書斎のミネルヴァ』（Minerva in Her Study）とミュンヘンのアルテ・ピナコテークにある『イサクの犠牲』（The Sacrifice of Isaac）の複製の画布と同じ生地が用いられている。

## 来歴

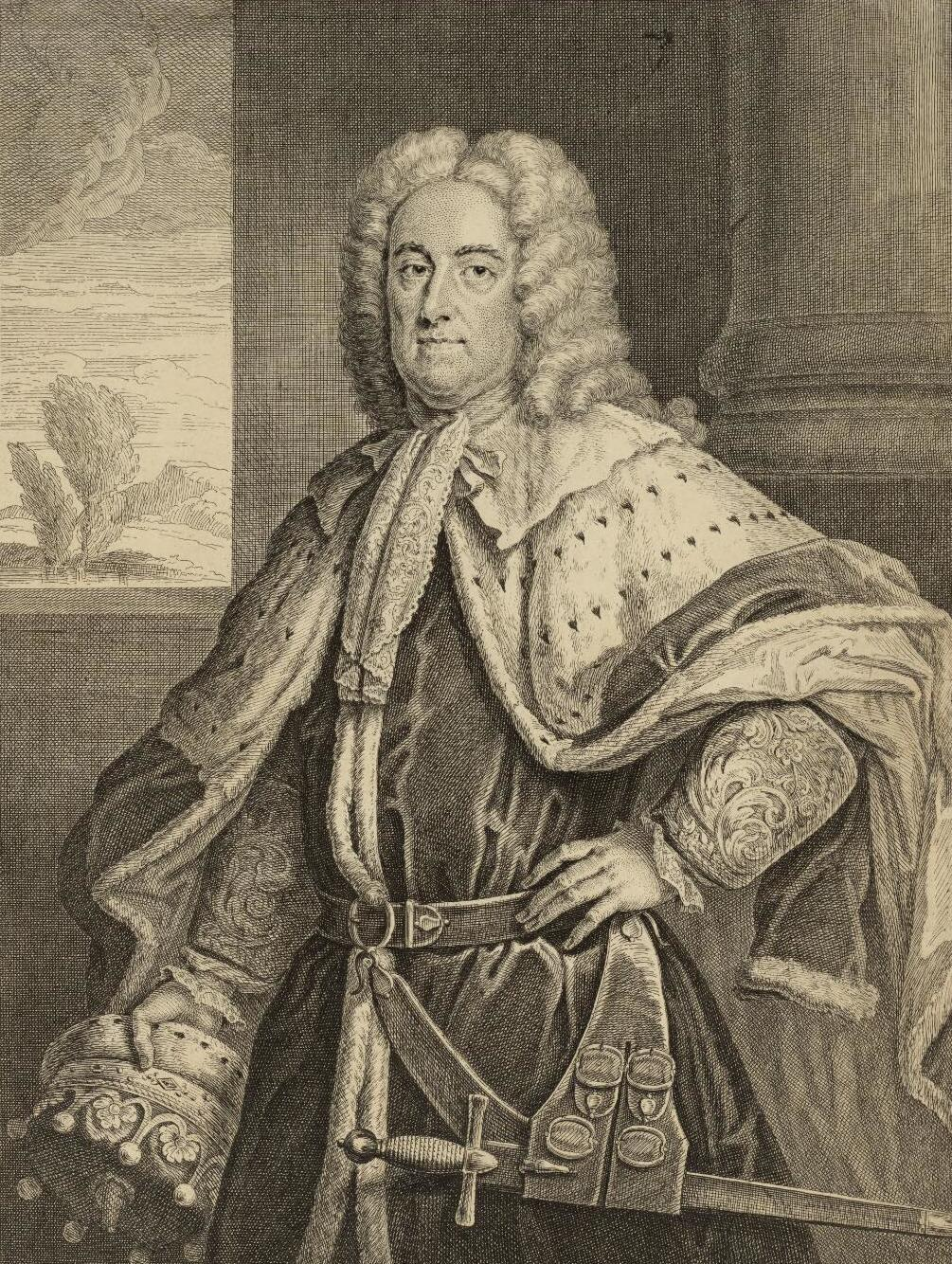
本作品を所有した第10代ダービー伯爵ジェームズ・スタンリー。

絵画が最初に記録されたのは1736年、ダービー伯爵家の邸宅ノーズリー・ホールにおいてであった。ジョージ・シャーフ卿によると絵画はイギリスの画家ハムレット・ウィンスタンリーが第10代ダービー伯爵ジェームズ・スタンリー（1664年–1736年）のために購入したものであり、それ以来、絵画はダービー伯爵家が所有していた。1964年にナショナル・ギャラリーはアート・ファンドの援助を受けて本作品を購入した。

## 評価
当初、絵画の存在はイギリス以外ではほとんど知られておらず、傑作とは見なされていなかった。1857年に開催されたマンチェスター美術名宝博覧会で展示されたとき、キュレーターであったシャーフは「絵画全体が、立ち居振る舞いの大胆さにもかかわらず、精彩を欠いており、制作は不十分である」と書いている。この賞賛を欠いた評価は、聖書物語の現代的な描写、特に画面のサイズと構図の壮大さによってはるかに高い評判を得たジョン・マーティンの『ベルシャザルの饗宴』（1821年頃）と比較して説明することができる。この評価はレンブラントの歴史画の再評価とともに、20世紀後半に改められた。『ベルシャザルの饗宴』はナショナル・ギャラリーによって購入された後、非常に人気があり、アルバムカバーなどの商品のイラストとして何度も使用された。2014年には、ナショナル・ギャラリーの画像の中で3番目に認可された 。